# G. Singapura, Pandavapura
G. Singapura là một làng thuộc tehsil Pandavapura, huyện Mandya, bang Karnataka, Ấn Độ.